# Joel Kpoku
Pas d'image ? Cliquez ici

a Compétitions nationales et continentales officielles uniquement.

b Matchs officiels uniquement.
Dernière mise à jour le 29 octobre 2024.
Joel Kpoku, né le 22 juin 1999 dans le borough londonien de Newham, est un joueur anglais de rugby à XV qui évolue au poste de deuxième ligne ou de troisième-ligne à la Section paloise.
Kpoku remporte le Challenge européen avec Lyon en 2022.

## Biographie

### Jeunesse et formation
Joel Kpoku naît le 22 juin 1999 à Londres, dans le borough de Newham, de parents congolais, raison pour laquelle le français est sa langue maternelle. Joel Kpoku grandit à Hackney, avec son frère jumeau Jonathan (en) et son jeune frère Junior.
Ayant grandi à Hackney, Joel Kpoku n'avait jamais eu l'occasion de voir un ballon de rugby avant de déménager à Southgate et de découvrir ce sport à l'école en classe de cinquième. Initialement, il était réticent et « détestait se salir », mais il a progressivement développé un intérêt pour le rugby. Avec son frère Jonathan (en), il a été repéré par les London Skolars (en), une équipe de rugby à XIII.
Richard Hill a joué un rôle clé dans le recrutement des deux frères par les Saracens, pour rejoindre le centre de formation.

### Carrière professionnelle

#### Débuts aux Saracens
Le parcours professionnel de Joel Kpoku commence de manière prometteuse en Angleterre avec les Saracens alors qu'il est âgé de 19 ans, puisqu'il inscrit un essai face aux Leicester Tigers lors de sa première apparition en Octobre 2018. Lors de cette première saison, Kpoku dispute dix matchs avec les Saracens ainsi que dix autres avec l'équipe d'Angleterre U20. A la fin de la saison, Kpoku dispute le Championnat du monde junior de rugby à XV aux côtés de joueurs comme Marcus Smith et impressionne les observateurs lors de la défaite en finale face à l'équipe de France de Cameron Woki, Romain Ntamack ou Demba Bamba.
La saison suivante, Joel Kpoku accumule 27 apparitions, dont 12 en tant que titulaire.
Cependant, sa troisième saison s'avère plus complexe en raison de la pandémie de Covid-19 et d'un contexte complexe au sein du club, en raison de la relégation des Saracens,. Il ne participe alors qu'à sept matchs sous le maillot des Sarries.
Joueur prometteur, il est l'un des jeunes joueurs anglais identifiés par la presse britannique afin de renouveler l'effectif du XV de la Rose. Kpoku est ainsi appelé pour l'entraînement complet de l'équipe d'Angleterre en août 2018 par Eddie Jones,.
En mai 2020, il prolonge son contrat avec les Saracens en signant un contrat de deux ans, qui prévoyait sa promotion de l'académie à l'équipe première. Toutefois, son temps de jeu est limité et il se décide à quitter son club formateur à la recherche de davantage de temps de jeu.

#### Kpoku découvre le Top 14 avec le LOU
Le 19 novembre 2021, Joel Kpoku quitte les Saracens pour rejoindre le Lyon OU, où il remplace Etienne Oosthuizen, qui s’est retiré pour des raisons de santé. Lors de sa première saison avec le LOU, Kpoku dispute seulement six matchs, dont trois en tant que titulaire. Lors de son premier match avec le LOU, le 27 décembre 2021 au Stade Marcel-Deflandre contre La Rochelle, il se blesse gravement au genou à la 33e minute. Les examens médicaux révèlent une rupture du ligament collatéral tibial ainsi qu'une syndesmose à la cheville.
À partir de la saison suivante, Kpoku s'affirme comme un joueur essentiel pour l'équipe. En mai 2022, il participe à la victoire en finale du Challenge européen. Kpoku et ses coéquipiers surclassent le RC Toulon en finale, offrant au LOU son premier titre européen de l’histoire.

#### Nouveau départ à la Section paloise
En juin 2024, il s'engage jusqu'en juin 2027 avec la Section paloise. Malgré une offre de prolongation du LOU, Joel Kpoku a préféré rejoindre le projet sectionniste de Sébastien Piqueronies, en reconstruction après la retraite de Sam Whitelock.

## Vie privée
Joel Kpoku a un frère jumeau Jonathan (en) qui évolue au Sporting Club albigeois, et un autre frère Junior qui évolue au Racing 92.
Nés en Angleterre de parents congolais, les frères Kpoku parlent couramment le français.

## Palmarès
- Vainqueur du RFU Championship en 2021 avec les Saracens.
- Vainqueur du Challenge européen en 2022 avec le Lyon OU.